# 深層水体験施設 タラソピア
深層水体験施設 タラソピア（しんそうすいたいけんしせつ タラソピア、英字表記：THALASSOPIA）は、富山県滑川市中川原にあった滑川市立の海洋深層水体験施設。
世界初の深層水体験施設として1998年10月1日にオープンし、2023年7月5日に閉館した。正式名称は、深層水体験施設。愛称の『タラソピア』は、1998年5月1日に決定した。指定管理者制度により、株式会社ウェーブ滑川（1997年1月20日設立）が管理・運営していた。

## 概要
富山湾の深層水を利用したタラソテラピー（海洋療法）を体験する施設で、道の駅ウェーブパークなめりかわ、ほたるいかミュージアムが隣接している。鉄筋コンクリート造地上2階建て。
営業時間は10時から21時まで、休館日は毎週火曜日（ただし祝日にあたる場合はその翌日）、12月31日、1月1日、6月最終月曜から4日間、1月最終月曜から3日間。
市立の施設であるため、リーズナブルな価格でエステを楽しむこともできる。高速道路によるアクセスが良いこともあり、石川県、新潟県、長野県等の隣県からの利用者も多いが、韓国等へも海外マスコミにより紹介されているため、海外からの利用者もあり、美容と健康増進のための施設として親しまれている。
タラソピアを利用して富山大学医学部、富山県衛生研究所が海洋深層水浴によるリラクゼーション効果、皮膚への効果の研究を行っている。その成果は学会で発表されている。
水着やスイミングキャップ、バスタオルのレンタルもあるため、体一つで出かけて気軽に楽しむことができる。日本海を眺めながらシーフード料理を楽しむことができるレストランがほたるいかミュージアム内にある。滑川市出身の女優・室井滋も帰省した際に利用しているとのことであり、自著で紹介している。
なお、通常営業時の施設の利用は原則、16歳以上となっている。　
2015年に滑川市議会が廃止を提言したが、この時は上田昌孝市長（当時）が存続させるとしていた。しかし、利用者減少と老朽化した設備の更新に多額の費用がかかるため、2024年3月末に廃止される予定となった。建物は解体や改修の可能性を含め活用法を今後検討される。
2023年6月24日9時ごろ、天井の一部がめくれているのをスタッフが発見し、利用者の安全面を考え同日の臨時休館を決めた。同日正午ごろにはボードが数枚落ち、17時半頃には大きな音を立てて崩落したため、同日以降臨時休館の状態が続いていた。長年の使用でコーティングの効果が弱まったことに加え塩害でボードを固定する金具や鉄骨のはりが腐食し支えきれなくなったのが原因とされている。
その後、修理に概算で2,500万円かかることが判明したことから、同年7月3日、水野達夫市長は定例会見でこのまま営業は再開せず9カ月前倒しでの閉館とする旨を表明し、同年7月5日付を以て、前倒し閉館した。滑川市は来年3月末までに、施設の活用策について方向性を示すとしていたが、塩害により修繕して再活用すると多額の修繕費を要することが判明したため、翌2024年2月28日に建物を解体する方針を示した。跡地は公民館連携方式の導入を視野に、ほたるいかミュージアムなど周辺施設との一体的な整備を検討する。

## 主な施設
1階
- フロント
- グッズ、水着販売コーナー
- 休憩コーナー

2階
- フロント
- ダイナミックゾーン（入浴の感覚で、深層水を体感することができる。内装はスーパー銭湯の大浴場に似ている。）
- ヒーリングゾーン

## 交通
- 鉄道
  - あいの風とやま鉄道線・富山地方鉄道本線 滑川駅より徒歩約5分。
- 道路
  - 北陸自動車道 滑川ICより約10分。